# Aplidium marchei
Aplidium marchei is een zakpijpensoort uit de familie van de Polyclinidae. De wetenschappelijke naam van de soort werd in 1969 voor het eerst geldig gepubliceerd door Françoise Monniot.